# アビラテロン酢酸エステル
アビラテロン酢酸エステル（英: Abiraterone acetate）は、ザイティガ（英: Zytiga）などの商品名で販売されている、前立腺癌の治療に用いられる医薬品である。具体的には、転移性去勢抵抗性前立腺癌（mCRPC）と転移性高リスク去勢感受性前立腺癌（mCSPC）に対してコルチコステロイドと併用される。アビラテロン酢酸エステルは睾丸摘出後に使用するべきであり、睾丸が摘出されていない場合は、ゴナドトロピン放出ホルモン (GnRH) アナログと併用するべきである。投与法は経口である。
一般的な副作用には、疲労感、嘔吐、頭痛、関節痛、高血圧、むくみ、低カリウム血症、高血糖、のぼせ、下痢、咳などがあげられる。その他の重度の副作用には、肝不全や副腎皮質機能不全などがあげられる。アビラテロン酢酸エステルを服用している男性のパートナーが妊娠する可能性のある場合は、避妊が推奨される。アビラテロン酢酸エステルは、体内に取り込まれるとアビラテロンに変換される。アビラテロン酢酸エステルの作用機序は、アンドロゲンの生成を抑制することによって機能する：具体的には、CYP17A1を阻害し、テストステロンの産生を減少さる。これにより、前立腺がんにおけるこれらのホルモンの影響を防ぐ。
アビラテロン酢酸エステルは1995年に説明され、2011年に米国とヨーロッパで医薬品として承認された。アビラテロン酢酸エステルは、世界保健機関の必須医薬品リストに収載されている。2018年時点の英国の国民保健サービスにかかる費用は１か月分で2,700ポンドである。2019年の米国にてかかる１か月分の費用は、3,300米ドルである。アビラテロン酢酸エステルは世界中で広く販売されている。